# Desnazificación

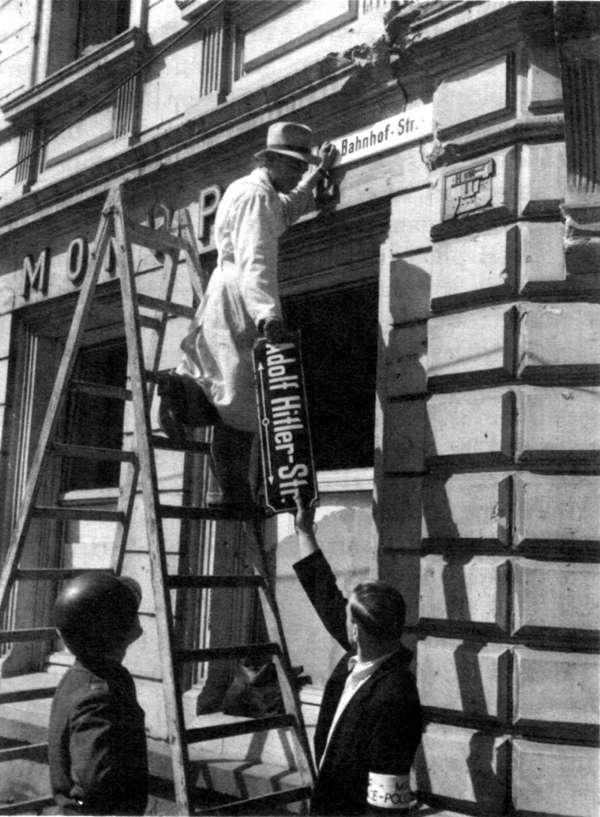
Trabajadores quitando el letrero de la «calle de Adolf Hitler» en Tréveris, el 12 de mayo de 1945.

La desnazificación (en alemán: Entnazifizierung) fue una iniciativa de los ejércitos aliados después de su victoria sobre la Alemania nazi el 8 de mayo de 1945. Reforzada por la Conferencia de Potsdam, debería resultar en «la depuración» de sociedad, cultura, prensa, justicia y política de Alemania y Austria de toda influencia nazi. El proceso se centró en los antiguos miembros del NSDAP y las SS que ostentaban posiciones de poder e influencia, mediante la disolución o desarticulación hasta alcanzar la irrelevancia de las organizaciones asociadas con el nazismo.  
El término «desnazificación» fue acuñado por primera vez por el Pentágono de Estados Unidos en 1943 y en un primer momento se pensó en aplicarlo en sentido estricto en el futuro sistema legal alemán surgido de la posguerra, aunque poco después su uso se generalizó a diversos ámbitos. El Comité de Control de los Aliados aprobó para Alemania en 1946 una serie de directivas de desnazificación mediante las cuales definía a ciertos grupos de personas y a continuación conducía a una investigación judicial. Entre 1945 y 1950, los Aliados encarcelaron a más de 400.000 alemanes en campos de internamiento de forma extrajudicial en nombre de la desnazificación.
Entre finales de 1945 y principios de 1946, el comienzo de la Guerra Fría y la importancia económica de Alemania hicieron que Estados Unidos perdiera interés en el programa. Los británicos entregaron sus pautas de desnazificación a los alemanes en enero de 1946, mientras que los estadounidenses hicieron lo mismo en marzo de 1946. Los franceses no se involucraron con la misma intensidad y sus esfuerzos de desnazificación fueron más suaves. La desnazificación se llevó a cabo de una manera progresivamente más indulgente y tibia, hasta su abolición oficial en 1951. El programa fue enormemente impopular en Alemania Occidental y el propio gobierno alemán de Konrad Adenauer se oponía, por lo que muchos nazis retuvieron posiciones de poder. Sin embargo, la desnazificación en Alemania Oriental se consideró un elemento fundamental para la transformación del país en una sociedad socialista y fue mucho más estricta en la persecución del nazismo que su contraparte occidental. A pesar de ello, algunos antiguos nazis también escaparon a juicios severos por realizar «tareas especiales» para el nuevo gobierno.

## Aplicación en las zonas de ocupación
La desnazificación fue aplicada con diversos esquemas y rigores en las diferentes zonas de ocupación, aun en contra de los acuerdos de Potsdam. Se inició con detenciones masivas. En total se contabilizaban solo en las tres zonas de ocupación occidentales cerca de 182 000 prisioneros, de los cuales hasta el 1 de enero de 1947 aproximadamente 86 000 fueron liberados. Hasta 1947 estaban en prisión:
- Zona británica 64 500 personas (liberadas: 34 000, equivalente al 53 %)
- Zona estadounidense 95 250 (liberadas: 44 244, equivalente al 46 %)
- Zona francesa 18 963 (liberadas: 8040, equivalente al 42 %)
- Zona soviética 67 179 (liberadas: 8214, equivalente al 12 %)

En la zona de ocupación occidental devino en 5025 condenas, de las cuales 806 fueron sentencias de muerte, y de estas 486 fueron ejecutadas.

## «Libro marrón»
En 1965, el Frente Nacional de la República Democrática Alemana publicó lo que se conoció como el «Libro marrón: criminales de guerra y nazis en Alemania Occidental: Estado, Economía, Administración, Ejército, Justicia, Ciencia». El libro, entre otras cosas, mencionaba los nombres de 1800 antiguos nazis que ocuparon o seguían ocupando puestos de poder en Alemania Occidental. El listado incluía 15 ministros y viceministros, 100 generales y almirantes de las fuerzas armadas, 828 jueces y fiscales, 245 funcionarios destacados del Ministerio de Relaciones Exteriores, funcionarios de embajadas y consulados y 297 oficiales superiores de policía y funcionarios de la Oficina Federal de Protección de la Constitución. La lista aun así era inexacta: muchos de los militares nombrados no habían sido miembros del partido, ya que las fuerzas armadas no permitían que sus oficiales se unieran, mientras que por el contrario, muchos miembros del partido de bajo nivel en otros segmentos fueron ignorados por completo. Dieter Senk, funcionario de la Oficina Federal de Investigación Criminal (BKA), declaró en 1989 que: «hoy sabemos que [el] Libro marrón no contenía ni siquiera todos los nombres relevantes [...] Por ejemplo, solo menciona tres nombres en el BKA». El libro tuvo tal impacto en Alemania Occidental, que como reflejo de la polémica que generó un juez ordenó el secuestro del volumen en la Feria del Libro de Frankfurt de 1967.
Entre los antiguos afiliados al Partido Nazi que ocuparon altos cargos gubernamentales en la República Federal Alemana destacaron Walter Scheel, que llegó a ocupar el cargo de presidente de la RFA, Kurt Georg Kiesinger —canciller federal— y Hans Globke, jefe de gabinete de Konrad Adenauer que había jugado un importante papel en la redacción de las Leyes de Núremberg durante la Alemania nazi.